# Gilbert Bliss
Gilbert Bliss   (Chicago, 9 de maig de 1876 - Harvey, 8 de maig de 1951) va ser un matemàtic estatunidenc.

## Vida i obra
Bliss va néixer al barri de Kenwood de Chicago, quan aquest barri era encara un municipi independent. El seu pare treballava per diferents empreses elèctriques i el jove va adquirir interessos científics des del començament. El 1893 va ingressar a la universitat de Chicago, en la qual va obtenir successivament el graduat (1897), el màster (1898) i el doctorat (1900). Els seu primer interès va raure en l'astronomia, sota la direcció de Forest Ray Moulton, però finalment es va dedicar a la matemàtica pura sota la direcció d'Oskar Bolza.
Després del doctorat va ser professor ajudant a la universitat de Minnesota, abans de fer un curs (1902-1903) d'ampliació d'estudis a la universitat de Göttingen (Alemanya) on va tenir ocasió de relacionar-se amb els grans matemàtics europeus. En retornar va donar classes durant cinc anys a diferents institucions: universitats de Chicago (1903-1904), de Missouri (1904-1905) i de Princeton (1905-1908).
El 1908 va ser nomenat professor de la universitat de Chicago en substitució del difunt Heinrich Maschke. Va romandre en aquesta universitat fins a la seva jubilació el 1941. A partir de 1927 va ser el cap del departament de matemàtiques de la universitat. A més, els anys 1921 i 1922 va ser president de la Societat Americana de Matemàtiques i va ser editor de Annals of Mathematics (1906-1908) i de  Transactions of the American Mathematical Society (1909-1916).
La obra de recerca de Bliss va ser, sobre tot, en anàlisi matemàtica i, particularment, en càlcul de variacions.